# Mark Blenkarne
Mark Blenkarne (* 7. Oktober 1957 in London) ist ein britischer Bogenschütze.
Blenkarne nahm an den Olympischen Spielen 1980 in Moskau teil und verpasste mit dem vierten Rang knapp die Medaillenplätze. 1977 stellte er für die Bristol Bowmen einen britischen Rekord auf, bei der Weltmeisterschaft 1979 wurde er Sechster, 1982 gewann er die Commonwealth Games. Blenkarne ist Ehrenmitglied des Gloucestershire Archery Society Committee.